# 篠原ゆみ
篠原 ゆみ（しのはら ゆみ）は日本の女性声優。主にアダルトゲームに声をあてている。

## 出演作品
太字は主役・メインキャラクター

### ゲーム
- ハニー×ブレイド X指定 (比和 せき)

#### 2009年
- 秘蹟神姫 アルカナセイバー（霧雨 瑠愛）[1]

#### 2010年
- かしましコミュニケーション（エスト・フラグレンス）[2]
- ぐらタン
- さくらビットマップ（南条 千鳥）[3]
- 娼囚令嬢（アニエス・ド・ジュノー）[4]
- 絶対★妹原理主義!!（建部 瑞）[5]
- ぺたぺた（桜井 未姫）[6]

#### 2011年
- 朧小町（白鳥 沙絵）[7]
- 神採りアルケミーマイスター（水那）[8]
- 究極魔法少女 絶対☆姉貴（三条 美野里）[9]
- シキガミ（大伴六）[10]
- 初恋予報。（麻生 優香）
- 放課後キッチン（鞍月 柚南）[11]
- 制服天使（奈々見 詩音）[12]
- パパラブ〜パパとイチャエロしたい娘達と一つ屋根の下で〜（木崎 奏実）[13]

#### 2012年
- ものべの（菜穂子）[14]
- BUNNYBLACK 2（コゼロット）[15]
- 英雄*戦姫（ジェロニモ）[16]
- 創刻のアテリアル（シャネオルカ）[17]
- ポケットに恋をつめて（篠原 ゆりえ[18]）
- ヨメ充!（ドナースターク）[19]
- 秘蹟神姫アルカナセイバーR（霧雨 瑠愛）[20]
- 門を守るお仕事（ルア）[21]
- 九十九の奏〜欠け月の夜想曲〜（百日紅 鳴）[22]

#### 2013年
- ポケットに恋をつめて（篠原 ゆりえ）[23]
- 虚ノ少女（沢城 奈々子）[24]
- 恋せよ!!妹番長（柳月/乃神 さくや）[25]
- BUNNYBLACK 3（コゼロット）[26]
- 百花繚乱エリクシル（リリー）
- つよきすNEXT（大女ノ門龍院 澄香）[27]

#### 2014年
- 新・白銀のソレイユ-ReANSWER-（ペイオース・ゲンドゥル）[28]
- 恋する気持ちの花言葉（白根 七草）[29]
- らぶ♥らぶ♥らいふ 〜お嬢様７人とラブラブハーレム生活〜（紫崎 ゆかり）[30]
- 英雄*戦姫GOLD（ジェロニモ）[31]
- 戦場のフォークロア -亡国の騎士団- 追加シナリオ（イザベル・ソロレート）[32]
- Love Sweets（音無 奏絵）[33]
- 超催眠術学園（鶴橋 猫子）[34]
- アウトベジタブルズ（神歌 巴）[35]
- 真面目と囁かれるオレを幼なじみの理彩が性的な意味も込めて陥落していく話（氷見 なずな）[36]
- 深淵の瞳は恋の色（小龍姫 リン）[37]
- 恋愛リベンジ（葉桜 恋歌）[38]
- 真面目と囁かれるオレを地味巨乳のなずなが性的な意味も込めて陥落していく話（氷見 なずな）[39]

#### 2015年
- ラウテスアルタクス（名越 美奴）[40]
- 水着少女と媚薬アイス 〜残念なカノジョのしつけ方、教えます〜（龍櫻 はづき）[41]
- ヤ・ク・ソ・ク☆ラブハーレム（反町 ゆりこ）[42]
- 彼女はオレからはなれない（森崎 綾香）[43]

### 歌
- Touch my heart（『恋愛リベンジ』葉桜恋歌 エンディングテーマ）
- 100%青春ラブ（『大冒険！ゆけゆけ☆おさわりアイランド』テーマソング）
  - 歌：雪村とあ、中家志穂、榛名れん、晴海ほのか、篠原ゆみ

## ラジオ
- 制服らじお